# كهف فوغلهيرد
يقع كهف فوغلهيرد (بالألمانية: Vogelherdhöhle، أو ببساطة Vogelherd) في شرق جبال الألب السوابية، جنوب غرب ألمانيا. حظي هذا الكهف الكارستي المصنوع من الحجر الجيري بإهتمام علمي وعامة بعد إكتشاف عام 1931 لتماثيل فوغلهيرد من العصر الحجري القديم الأعلى، المنسوبة إلى البشر الباليو في ثقافة أورينياسية. تعتبر هذه المنحوتات المصغرة المصنوعة من عاج الماموث من بين أقدم الأعمال الفنية التي لم يُنازع عليها أحد. في عام 2017، أصبح الموقع جزءًا من موقع التراث العالمي لليونسكو «الكهوف وفن العصر الجليدي في جبال الألب السوابية».